# Рожок
Рожо́к (пасту́шеский рожо́к) — русский народный мундштучный духовой музыкальный инструмент с коротким, нередко искривлённым стволом, имеющий игровые отверстия.
Пастушеский рожок, деревянный, изготавливают из берёзы, преимущественно из бересты, клёна или можжевельника. Музыканты, играющие на рожке и рожковых музыкальных инструментах называются рожечниками. Рожечники иногда образуют ансамбли.

## Конструкция
Пастуший рожок имеет конический ствол, заканчивающийся раструбом, с 6 игровыми отверстиями, пятью сверху и одним снизу. Мундштук в виде небольшого углубления вырезается в верхнем конце ствола. Материалами для изготовления рожка служат берёза, клён или можжевельник. Наилучшими звуковыми качествами, по утверждению музыкантов, обладают можжевеловые рожки. В старину их выделывали тем же способом, что и пастушеские рога, то есть из двух половин, скрепленных берестой; в настоящее время их вытачивают на токарном станке.

## Разновидности

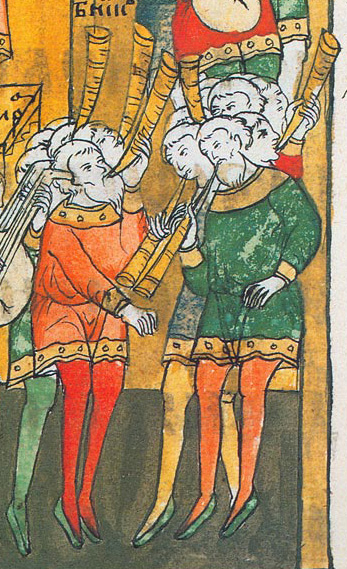
Музыканты, играющие на рожках. Годуновская псалтирь. 1594

### По исполнению
Выделяют два типа рожка: для сольной и для ансамблевой игры.
- Ансамблевые разновидности рожка: малый, называемый в народе «визгунок», и большой, так называемый «бас». Они всегда настроены один относительно другого в октаву и имеют максимально и минимально возможный размер. Для малого рожка это 360 мм, а большой в два раза длиннее.
- Для сольной игры обычно используется рожок средних размеров, в народе называемый «полубасок». Его длина составляет 500—600 мм[6].

### По регионам
В зависимости от ареала распространения и акустического принципа рожки на территории России подразделяются на курские, ярославские, костромские, владимирские. Как музыкальный инструмент рожок использовался преимущественно в Тверской и Владимирской губерниях, где в XVIII веке выдвинулись искусные мастера игры — рожечники.

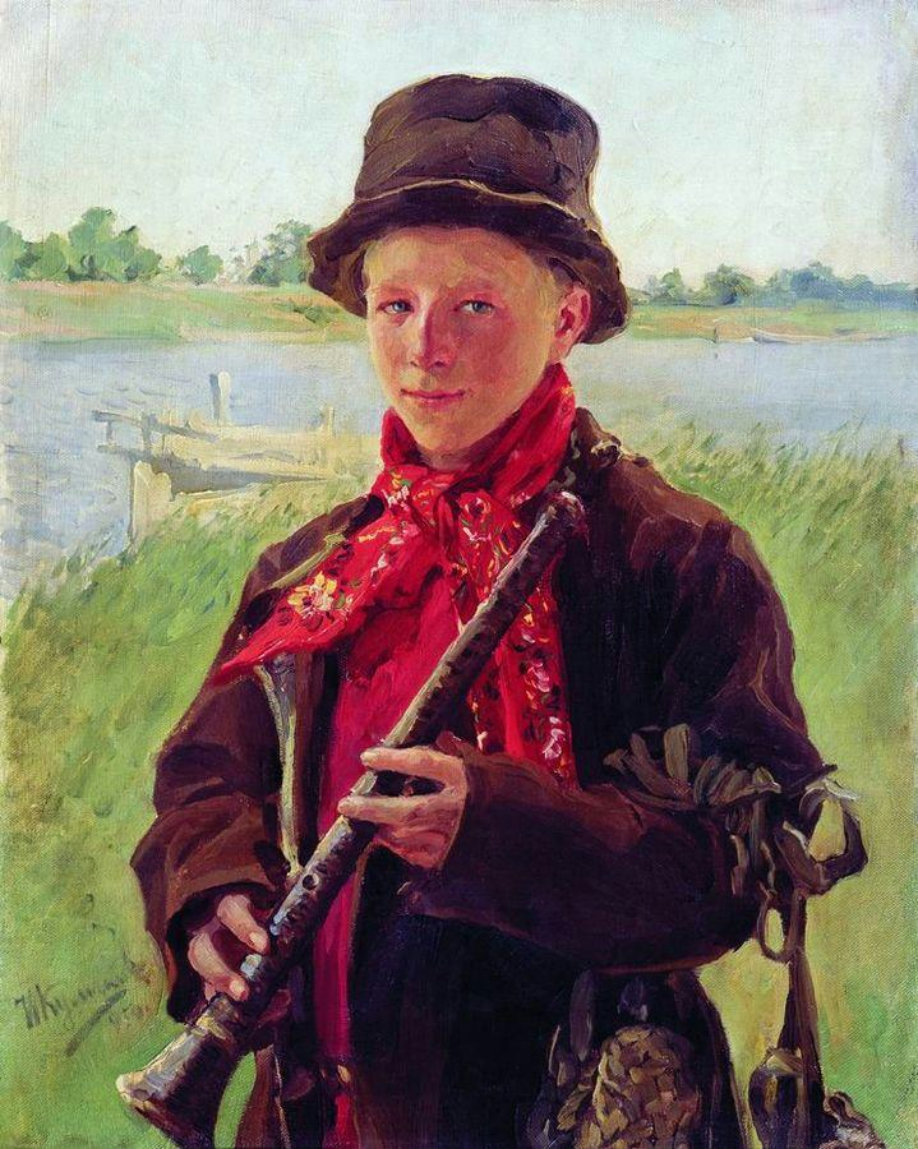
И. Куликов Пастушок 1909. (Владимирский рожок)

В Нерехте проводится ежегодный фестиваль рожечной музыки, имеется свой рожечный хор

## Владимирский рожок
Славу владимирскому рожку создал хор владимирских рожечников. Сначала хор, которым руководил Николай Васильевич Кондратьев (1843—1936), выступал на гуляньях и свадьбах в деревнях Ковровского уезда; в 1882 году его услышал на Макарьевской ярмарке в Нижнем Новгороде антрепенер А. И. Картавов и пригласил их в Санкт-Петербург, где выступление хора получило высокую оценку А. П. Бородина. В Петергофе музыкантов слушал Александр III. В 1884 году хор ковровских рожечников выехал за границу; выступал в Берлине, Брюсселе, Гааге, Париже. Владимирские музыканты-рожечники хора были необычно одеты: в плащах-накидках, в высоких лаковых сапогах и в черных с высокими тульями цилиндрических шляпах. «Хор владимирских рожечников, — как писали тогда в газетах, — имел бешеный успех». В 1910 году наигрыши хора рожечников были записаны на граммофонные пластинки. С 1932 года хором стал руководить А. В. Сулимов.

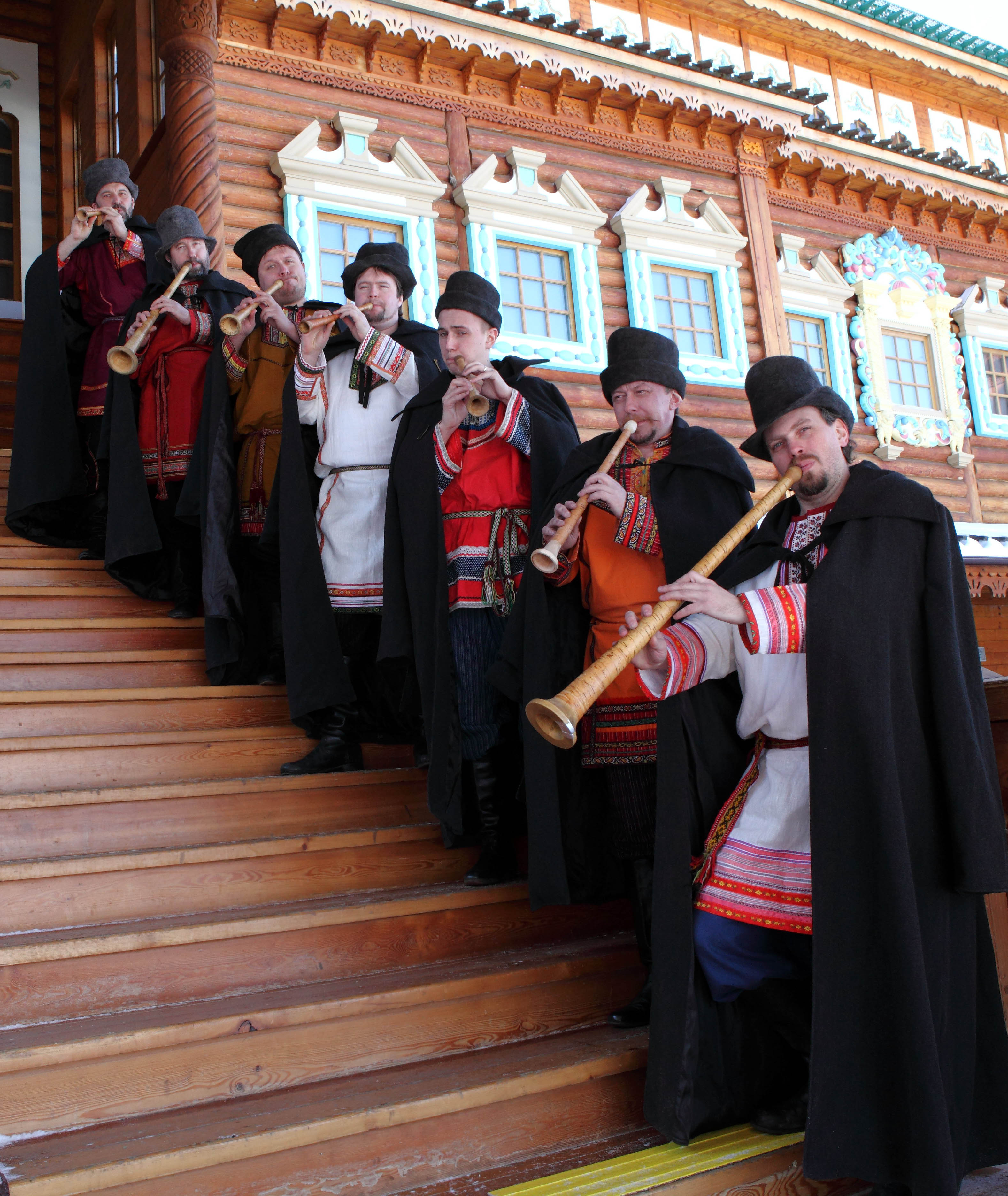
Фольклорный коллектив рожечников